# Бозтальський сільський округ
Бозта́льський сільський округ (каз. Бозтал ауылдық округі, рос. Бозтальский сельский округ) — адміністративна одиниця у складі Єрейментауського району Акмолинської області Казахстану. Адміністративний центр та єдиний населений пункт — село Бозтал.
Населення — 608 осіб (2021; 810 у 2009, 1131 у 1999, 1812 у 1989).
Станом на 1989 рік існувала Бозтальська сільська рада (села Бозтал, Усамбай). Село Усамбай ліквідовано 2003 року.

## Склад
До складу округу входять такі населені пункти:
| Населений пункт | Колишні назви | Населення, осіб (1989) | Населення, осіб (1999) | Населення, осіб (2009) | Населення, осіб (2021) |
| --------------- | ------------- | ---------------------- | ---------------------- | ---------------------- | ---------------------- |
| Бозтал, село    | -             | 1241                   | 898                    | 810                    | 554                    |
| --Айгижар       | -             | -                      | -                      | -                      | 6                      |
| --Арочне        | -             | -                      | -                      | -                      | 10                     |
| --Баянди        | -             | -                      | -                      | -                      | 5                      |
| --Жаманкара     | -             | -                      | -                      | -                      | 9                      |
| --Жуантобе      | -             | -                      | -                      | -                      | 13                     |
| --Сейфулла      | -             | -                      | -                      | -                      | 11                     |
| Усамбай, село   | -             | 571                    | 233                    | -                      | -                      |